# Den lille havfrue 2: Havets hemmelighed
Den lille havfrue 2: Havets hemmelighed er en amerikansk direkte-til-video tegnefilm fra 2000 og efterfølgeren til Disney-filmen Den lille havfrue fra 1989. I denne filmen er handlingen centreret omkring datteren til Ariel og Eric, Melody. Hun kommer i klammeri med heksen Morgana, filmens nye skurk.

## Danske stemmer
- Ariel – Louise Fribo
- Morgana – Grethe Mogensen
- Prince Erik – Lars Thiesgaard
- Melody – Maja Iven Ulstrup
- Sebastian – Lasse Lunderskov
- Skralde – Henrik Koefoed
- Kong Triton – Torben Sekov
- Tim – Ole Boisen
- Karl – Tom Jensen
- Understrøm – Peter Aude
- Køkkenchef Louis – Steen Springborg
- Onkel Grimsby – Paul Hüttel
- Laura – Jette Sievertsen